# Still (album, Tony Banks)
Still je třetí studiové rockové album anglického skladatele a klávesisty britské hudební skupiny Genesis Tonyho Bankse. Vydáno bylo v roce 1991 vydavatelstvím Virgin Records ve Velké Británii a Giant Records v USA. Album se původně mělo jmenovat po jedné ze skladeb alba "Still It Takes Me By Surprise", ale následně byl název zkrácen. Bylo nahráno ve studiu The Farm v Surrey.

## Seznam skladeb
Autorem všech skladeb je Tony Banks, pokud není uvedeno jinak.
| Pořadí | Název                                     | Délka |
| ------ | ----------------------------------------- | ----- |
| 1.     | Red Day on Blue Street (Banks, Kershaw)   | 5:53  |
| 2.     | Angel Face                                | 5:23  |
| 3.     | The Gift                                  | 4:00  |
| 4.     | Still It Takes Me By Surprise             | 6:32  |
| 5.     | Hero For an Hour                          | 5:01  |
| 6.     | I Wanna Change the Score (Banks, Kershaw) | 4:34  |
| 7.     | Water Out of Wine                         | 4:43  |
| 8.     | Another Murder of a Day (Banks, Fish)     | 9:13  |
| 9.     | Back to Back                              | 4:38  |
| 10.    | The Final Curtain                         | 5:01  |

## Hudebníci
- Tony Banks / klávesy, basový syntezátor (1,3,5,9,10), programované bicí (2,3,7), vokály (5)
- Nick Kershaw / zpěv (1,6,10)
- Daryl Stuermer / kytary
- Vinnie Colaiuta / bicí (1,5,8,9,10), hi-hat (3), činely (3)
- Luis Jardim / perkuse (1,5,6,7,8)
- Martin Robertson / saxofon (1,5)
- Fish / zpěv (2,8)
- Jayney Klimek / vokály (2,7,9)
- Pino Palladino / basa (2,4,7,8,10)
- Andy Taylor / zpěv (3,4)
- James Heller / basa (6)
- Graham Broad / bicí (6)
- Nick Davis / programované bicí (7)

"Album mělo obrovský potenciál. Bylo nahráno pozoruhodným souborem vysoce respektovaných hudebníků, písně jsou chytlavé, byly dokonce vydány tři singly, ale odezva byla malá. Still je ideální album pro nově příchozí posluchače do hudebního světa Tonyho Bankse, než posléze přistoupí k progresivním albům typu A curious feeling." Christian Gerhardts .